# The Fabulous Wailers
Pour les articles homonymes, voir The Wailers (homonymie).
The Fabulous Wailers, ou parfois The Wailers (Fabulous ayant été ajouté pour éviter toute confusion avec le groupe de reggae The Wailers), est un groupe américain de rock, originaire de Tacoma, dans l'État de Washington. Actif pendant les années 1950 et 1960, le groupe est pionnier du rock 'n' roll et du garage rock.

## Historique
À la fin 1958, le groupe, initialement baptisé The Nitecaps, enregistre une démo d'un morceau instrumental écrit par Dangel, Morrill et Greek, qui trouve son chemin vers Clark Galehouse du label new-yorkais Golden Crest Records. Il reçoit une version réenregistrée du morceau à Lakewood en février 1959 ; son titre, Tall Cool One, est apparemment suggéré par la mère de Morrill. Publié comme single, il atteint la 36e place du Billboard Hot 100 et la 24e du chart RnB,. Le groupe traverse le pays jusqu'à New York pour enregistrer un album studio, The Fabulous Wailers, qui est publié en décembre 1959, et comprend deux morceaux vocaux de Morrill et des morceaux instruments. Ils participent aussi à l'émission télévisée de Dick Clark, American Bandstand, et tourne sur la côte Est,. Un autre morceau instrumental, issu de l'album, Mau-Mau, est classé 68e du chart pop du Billboard, mais leur troisième single, Wailin', n'en atteint aucun.
Le groupe décide de revenir dans le nord-ouest, plutôt que de rester à New York comme le souhaitait leur label, et leur contrat est rompu. À cette période, ils recrutent le chanteur « Rockin' Robin » Roberts (Lawrence Fewell Roberts II), ancien chanteur du groupe rival The Bluenotes,. John Greek quite le groupe et est remplacé par le bassiste John « Buck » Ormsby (né à Seattle, 1941–2016),. Ormsby, Morrill et Roberts forment ensuite Etiquette Records et, en 1961, le label publie son premier single, une reprise de Louie Louie de Richard Berry. Pour des raisons contractuelles, le single est crédité à Roberts, mais joué par le groupe. Leur single est un succès local et est distribué par Imperial Records mais n'atteint pas les charts. Cependant, son style, et sa marque de fabrique, le riff « 1-2-3, 1-2, 1-2-3 », inspireront d'autres groupes de Seattle, en particulier Kingsmen de Portland, en Oregon,,.
Mark Marush quitte les Wailers en 1962 et est remplacé par Ron Gardner, qui s'occupe aussi du chant ; Dangel et Burk partent en 1964 et sont remplacés par le guitariste Neil Andersson et le batteu Dave Roland, respectivement,. Dans la continuité des concerts et des enregistrements, le groupe ajoute un trio de choristes féminines, connu sous le nom de Marshans. Également en 1964, Tall Cool One reproduit par le label Golden Crestl, et atteint encore une fois le chart pop du Billboard, cette fois à la 38e place. En 1965, Roberts effectue son dernier enregistrement avec le groupe et, en 1967, le guitariste Neil Andersson est remplacé par Denny Weaver. Roberts est tué lors d'un accident de voiture, à l'âge de 27 ans.
Le groupe se sépare en 1969, période durant laquelle Kent Morrill reste le seul premier membre restant. Morrill, Dangel et Ormsby, aux côtés d'autres musiciens, se réunissent sous The Wailers pour quelques concert depuis 1970,. En 1979, ils se joignent à Burk, Gardner, et Gail Harris pour un concert de réunion.

## Style musical et influences
Les Wailers sont pendant longtemps l'un des groupes rock les plus importants de Seattle. Ils inventent quasi à eux seul un son propre à cette ville, notamment avec l'apport du saxophone. Ils signent leurs premiers enregistrements dès la fin des années 1950, dans un style très rock 'n' roll, avec parfois des reprises de standards. Avec ses guitares aérées et sa musique énergique, et la dominance des instrumentaux, les Wailers préfigurent la surf music, comme aperçue sur leur album The Fabulous Wailers, sorti en 1959. Ils sont l'un des premiers groupes à reprendre Louie Louie, de Richard Berry. avec comme chanteur Rockin' Robin Roberts. C'est d'ailleurs en écoutant leur version que les Kingsmen décideront de la reprendre également.
Derrière ce groupe, de nombreux autres suivront, tels The Frantics et The Sonics. Ces derniers, incarnation du garage rock, deviendront avec le temps plus célèbres que les Wailers. Ils n'ont cependant cessé de citer les Wailers comme leur principale influence. Les deux formations étaient d'ailleurs amies. Wailers, Wailers, Everywhere, de 1964, et surtout Out of our Tree, de 1965, prouvent que le son du groupe s'est durci. Out of our Tree est peut-être leur meilleur disque, certainement l'un des meilleurs de rock garage. La chanson Hang Up, avec son riff saturé de fuzz, est d'ailleurs reprise par The Cramps.

## Discographie

### Albums studio
- 1959 : The Fabulous Wailers
- 1962 : The Fabouls Wailers at the Castle
- 1963 : Wailers and Company
- 1965 : Wailers!!! Wailers Everywhere!
- 1966 : Outburst!
- 1966 : Out of Out Tree
- 1968 : Walk Thru this People

### Albums live
- 1964 : Tall Cool One
- 1993 : Fabulous Wailers, The Boys from Tacoma: Anthology 1961—1969
- 1998 : Livewire!!!
- 1998 : Original Golden Crest Masters

### Singles
- Dirty Robber (1959)
- Louie Louie / Mary Ann (1961)
- Seattle / Partytime U.S.A. (1963)
- Back to You / You Weren’t Using Your Head (1965)
- Dirty Robber / Hang Up (1965)
- Out of Our Tree / I Got Me (1965)
- Don’t Believe In Christmas (The Sonics) / Christmas Spirit (The Wailers) (1965)
- It’s You Alone / Tears (1966)
- Think Kindly Baby / End of the Summer (1966)
- You Won’t Lead Me On / Tears (Don’t Have to Fall) (1966)
- I’m Determined / I Don’t Want to Follow You (1967)
- You Can’t Fly / Thinking Out Loud (1968)
- Louie Louie (The Sonics) / Louie Louie (The Wailers) (1998)